# Kalavryta (provincie)
Kalavryta was een provincie van Griekenland in het departement Achaea. De hoofdstad van Kalavryta was de gelijknamige stad Kalavryta.